# 고치 방송
고치 방송은 고치현에 처음 세워진 민영방송국으로 라디오 방송국은 1953년 9월 1일 텔레비전 방송국은 1959년 4월 1일에 개국했다.
약칭은 RKC, 라디오 콜사인은 JOZR 텔레비전 콜사인은 JOZR-DTV이다.

## 개요
- 텔레비전 네트워크는 NNN·NNS계열이지만, 고치 현에는 ANN, TXN계열국이 없어서 ANN, TXN 계열 방송국 제작 프로그램도 방송하고 있다.
- 라디오는 JRN/NRN 크로스넷이다.
- 고치 신문이 실질적인 모회사이기 때문에 니혼TV가 제3위주주이지만 요미우리 신문그룹과의 관계는 깊지않다.
- 본사 사옥을 고치 신문과 같이 사용하고 있다.

## 연혁
- 1953년 2월 18일 라디오 고치 주식회사 설립
- 1953년 9월 1일 일본에서 20번째로 라디오 방송국 개국
- 1955년 7월 7일~7월 9일 일본 민영방송중 처음으로 정파를 통한 파업 실시
- 1959년 4월 1일 텔레비전 방송 개시.
- 1962년 1월 1일 주식회사 고치 방송으로 회사명 변경.
- 2006년 10월 1일 지상파 디지털 텔레비전 본방송 개시
- 2011년 7월 24일 지상파 아날로그 텔레비전 방송 종료

## 라디오

### 라디오 송신소
| 방송국·중계국      | 주파수  | 출력 | 비고                |
| ------------------ | ------- | ---- | ------------------- |
| 고치 방송국        | 900kHz  | 5kW  | 콜사인은 JOZR.      |
| 고치 FM 보완중계국 | 90.8MHz | 500W | 2020년 2월 개국예정 |
| 나카무라 중계국    | 1197kHz | 1kW  |                     |
| 스쿠모 중계국      | 1395kHz | 100W |                     |
| 도사 시미즈 중계국 | 1395kHz | 100W |                     |
| 스사키 중계국      | 1557kHz | 100W |                     |

### 비고
- 라디오 방송시간은 5시 기점 24시간 방송이며 일요일 새벽 1시부터 4시까지 정파한다.
- 홋카이도 방송 하코다테 방송국, 산인 방송 본국과 주파수가 동일하기 때문에, 고치현 이외의 야간 원거리 수신이 힘든 방송국이다.

## 텔레비전

### 텔레비전 네트워크의 변천
- 1959년 4월 1일 텔레비전 방송 개시.니혼TV·라디오도쿄 TV·후지 TV·NET-TV와 네트워크 관계를 맺는다.
- 1959년 8월 1일 뉴스 네트워크 JNN에 프로그램 판매형태로 참가.
- 1966년 4월 1일 뉴스 네트워크 NNN에 가맹하면서 일부 JNN 제작 뉴스 프로그램이 중단된다.
- 1967년 6월 민간방송 교육협회에 가맹.
- 1970년 4월 1일 TV 고치 개국에 의해 하루 종일 NNN 뉴스를 방송하기 시작하면서 극히 일부를 제외한 도쿄 방송 프로그램이 중단되는 동시에 후지 TV·NET-TV 일부 프로그램이 TV 고치로 이행.
- 1972년 이 해 발족한 NNS에 가맹.
- 1997년 4월 1일 고치 산산 TV 개국에 의해 후지 TV 프로그램이 중단된다. 현재는 니혼TV계열국이지만 동시 방송이나 프로그램 구입형태로 TV아사히계열국 프로그램 방송을 실시하고 있다.(TV 고치도 마찬가지)

## 고치현에 있는 다른 텔레비전·라디오 방송국
- NHK 고치 방송국
- TV 고치(KUTV)(도쿄 방송 계열)
- 고치 산산 TV(KSS)(후지 TV 계열)
- FM고치(JFN 계열)